# 13718 Welcker
13718 Welcker este un asteroid din centura principală de asteroizi.

## Descriere
13718 Welcker este un asteroid din centura principală de asteroizi. A fost descoperit pe 17 august 1998 la Socorro, New Mexico, în cadrul proiectului LINEAR. Asteroidul prezintă o orbită caracterizată de o semiaxă mare de 2,20 ua, o excentricitate de 0,12 și o înclinație de 4,9° în raport cu ecliptica.